# وكالة الصحافة الفلسطينية (صفا)
وكالة الصحافة الفلسطينية، مؤسسة إعلامية فلسطينية مستقلة انطلقت في التاسع من تموز / يوليو 2009م، وتعد من أهم وكالات الأنباء الفلسطينية العاملة على تغطية الخبر الفلسطيني وتطوراته في كافة محافظات فلسطين.
تتخذ وكالة صفا التي تحمل شعار (فلسطين بين يديك) من مدينة غزة مقرًا لها، وتعتمد على فريق محترف مكون من عشرات المراسلين والمصورين والمحررين الصحفيين، حيث تقوم بتغطية وتوثيق كل ما له علاقة بفلسطين من أحداث أو مواقف أو أنشطة على اختلاف أنواعها، كما وتسعى للوصول إلى جميع أبناء الشعب الفلسطيني في كافة محافظات فلسطين، وفي الشتات حول العالم، على اختلاف أفكارهم وانتماءاتهم ومعتقداتهم.

## خدمات
خدمة الصورة الصحفية Safa Images
توفر «صفا إيميجيز» منصة متكاملة من الصور المتوافقة مع تغطية القضايا المختلفة التي تعكس الحياة اليومية في فلسطين وخارجها، حيث يتم تزويد الوكالة شهريًا بأكثر من 2000 صورة صحفية جديدة، وتضع الوكالة معايير في كيفية إيصالها للرسائل المصورة، من حيث تجاوزها لحواجز اللغة والجغرافيا، وتقدم خدماتها للمشتركين من الصحف اليومية والمجلات وشبكات التلفزة ودور النشر والمواقع الالكترونية.
خدمة الأخبار العاجلة
توفر «صفا» خدمة الأخبار العاجلة عبر الرسائل النصية القصيرة، لتتيح للجمهور تلقي الأخبار المهمة فور وقوعها على شكل إشعارات تصل هواتف المشتركين المحمولة أينما كانوا.

## مصدر موثوق
تعتبر وكالة «صفا» مصدرًا موثوقًا لدى العديد من الوكالات والفضائيات والصحف المحلية والدولية. في كثير من الأحيان، تقوم وكالات إخبارية عديدة بالنقل عن وكالة «صفا» كمصدر موثوق للأخبار والتقارير المختلفة.

## التضييق
تعرضت وكالة «صفا» للتضييق والاستهداف الممنهج نتيجة تغطيتها للأحداث على الساحة الفلسطينية. في حرب 2014، تعرض موقع وكالة «صفا» لهجوم إلكتروني أوقفه عن العمل بشكل مؤقت. في مارس 2016، قامت إدارة فيس بوك بحظر الوكالة من نشر الصور والفيديوهات على صفحتها على الفيس بوك. وفي سبتمبر 2016، قامت إدارة فيس بوك بحذف صفحة «صفا» بعد وصولها لأكثر من مليون متابع كنتيجة لاتفاق بين فيس بوك وإسرائيل لمراقبة الصفحات الفلسطينية على الموقع.

## روابط خارجية
- الموقع الرسمي
- safaps على تويتر.
- وكالة الصحافة الفلسطينية  على فيسبوك.
- وكالة الصحافة الفلسطينية على إنستغرام